# مديرية المسيلة
مديرية المسيلة إحدى مديريات محافظة المهرة في أقصى شرق اليمن. بلغ عدد سكانها 10404 نسمة عام 2004.

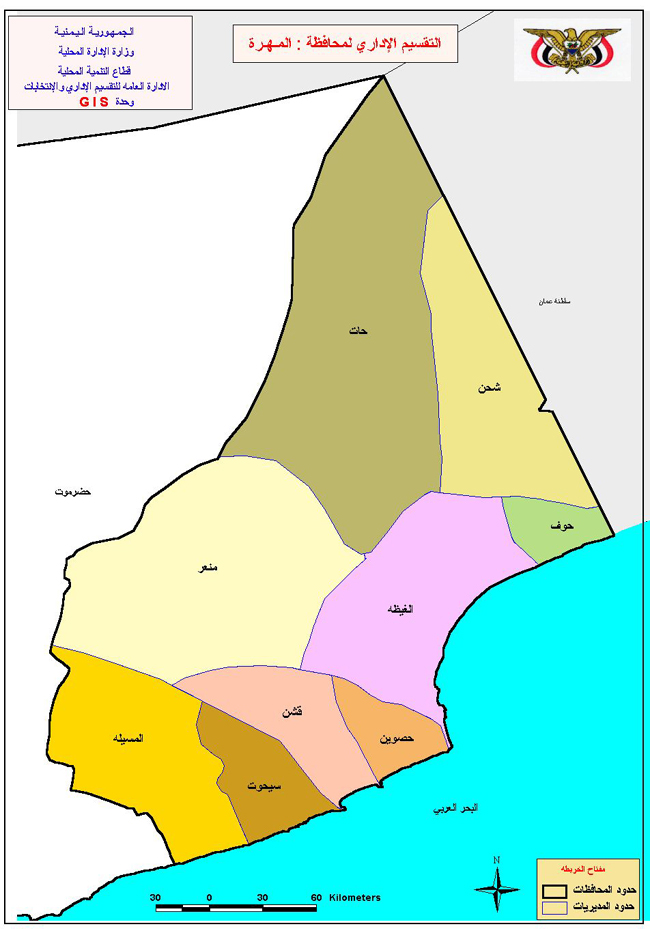
موقع مديرية المسيلة في محافظة المهرة